# Население Сирии

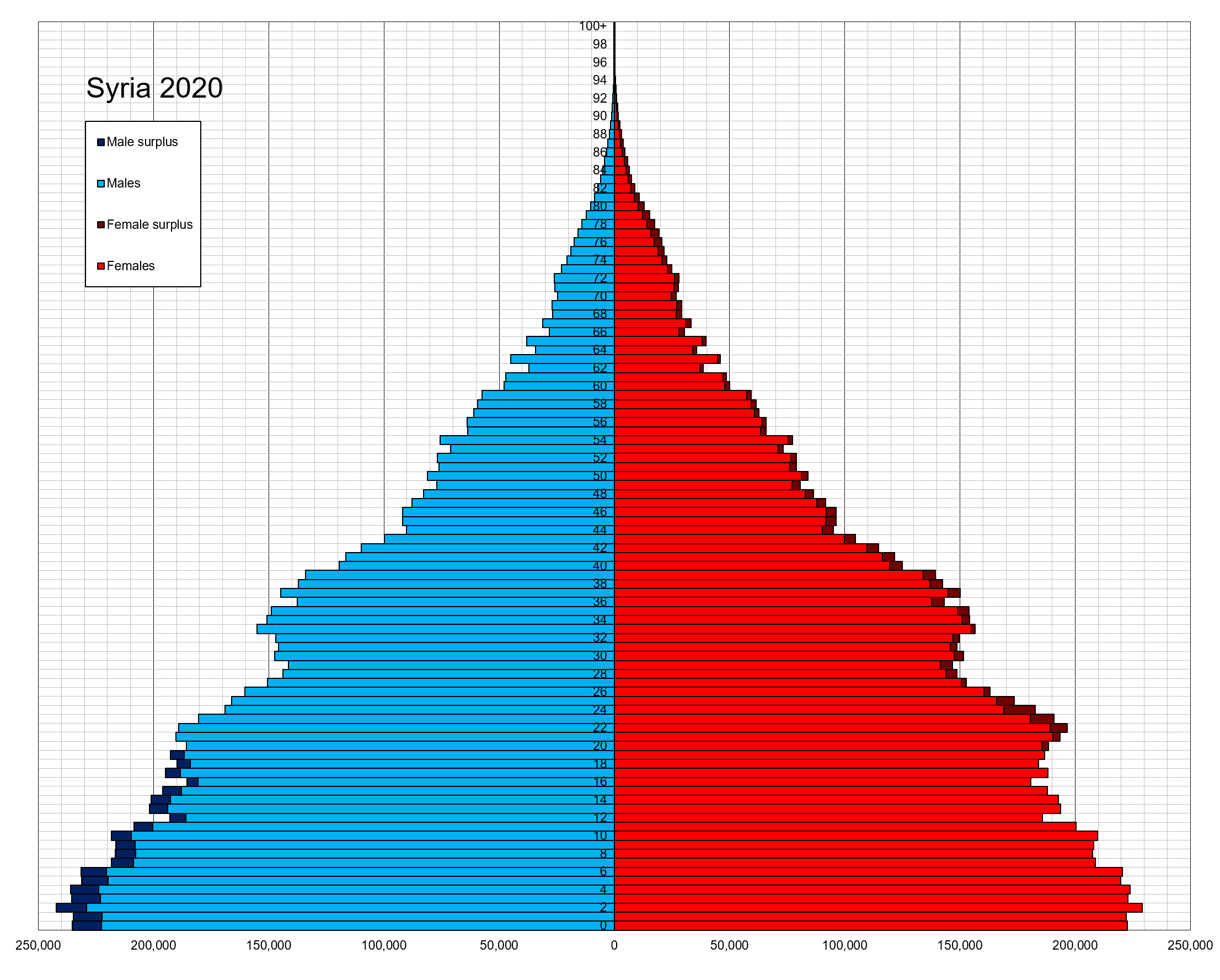
Возрастно-половая пирамида населения Сирии на 2020 год

Население Сирии — регистрируется с момента создания государства Сирия в 1946 году Центральным статистическим бюро Сирии.

## Общие данные
По данным Центрального статистического бюро Сирии население страны на 2011 год составляло 22 517 750 человек. Из них:
- 11 441 978 чел. — мужчины;
- 11 075 722 чел. — женщины.

По данным Ближневосточного агентства ООН, население Сирии уменьшилось на 8 % за время гражданской войны в стране.
Население Сирии составляет 18,5 миллиона человек (по данным на 2015 год).
Почти 93 % сирийцев — мусульмане; разных направлений христианства придерживается 6 % жителей страны.
Государственный язык — арабский.

## Население
| Год             | Население  |
| --------------- | ---------- |
| 10 000 до н. э. | 100 000    |
| 1000 до н. э.   | 2 000 000  |
| 1               | 5 000 000  |
| 200             | 3 000 000  |
| 500             | 5 000 000  |
| 1000            | 5 000 000  |
| 1200            | 5 000 000  |
| 1500            | 1 500 000  |
| 1800            | 4 000 000  |
| 1900            | 2 750 000  |
| 2000            | 16 071 000 |
| 2018            | 17 000 000 |

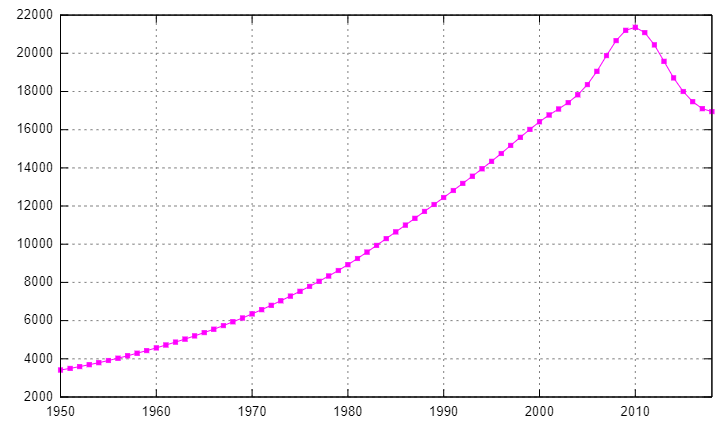
Демографическая кривая Сирии

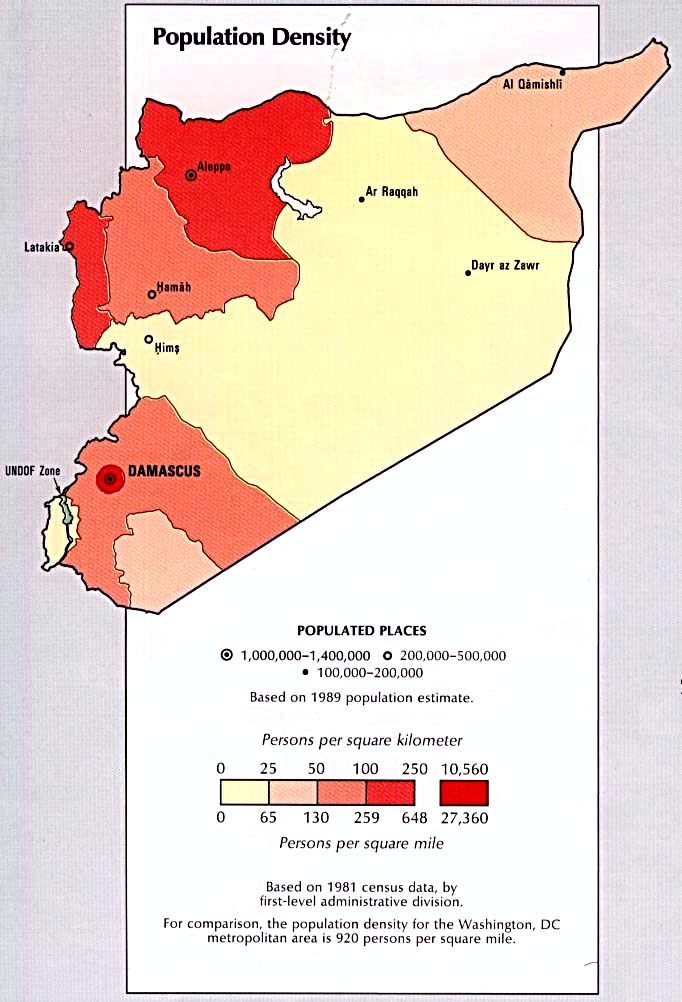
Плотность населения

По данным Фонда Организации Объединённых Наций в области народонаселения, общая численность населения Сирии в 2011 году составила 20,8 млн человек, в том числе 10,5 млн мужчин и 10,3 млн женщин; доля городского населения 56 %, темп роста населения в 2010—2015 годах составит 1,7 %, ожидаемая продолжительность жизни составит 74 года для мужчин и 78 лет для женщин.
Большинство населения сосредоточено вдоль берегов Евфрата и на побережье Средиземного моря. Плотность населения — 103 чел./км².
В Сирии гарантируется бесплатное образование с 6 до 11 лет, которое носит обязательный характер. 12 лет школьного обучения состоят из 6 лет начальной школы, трёх лет общеобразовательной и ещё трёх лет специальной подготовки, необходимой для поступления в университет. Грамотность среди сирийцев старше 15 лет составляет 86 % у мужчин и 73,6 % у женщин.

### Крупнейшие города
| №  | Название         | Название    | Переписи   | Переписи   | Переписи   | Муафаза        |
| №  | Русское          | Арабское    | 08.09.1981 | 03.09.1994 | 22.09.2004 | Муафаза        |
| -- | ---------------- | ----------- | ---------- | ---------- | ---------- | -------------- |
| 1  | Халеб (Алеппо)   | حلب         | 985 413    | 1 582 930  | 2 132 100  | Халеб (Алеппо) |
| 2  | Дамаск           | دمشق        | 1 112 214  | 1 394 322  | 1 414 913  | Дамаск         |
| 3  | Хомс             | حمص         | 346 871    | 540 133    | 652 609    | Хомс           |
| 4  | Латакия          | اللاذقية    | 196 791    | 311 784    | 383 786    | Латакия        |
| 5  | Хама             | حماه        | 177 208    | 264 348    | 312 994    | Хама           |
| 6  | Ракка            | الرقة       | 87 138     | 165 195    | 220 488    | Ракка          |
| 7  | Дейр-эз-Зор      | دير الزور   | 92 091     | 140 459    | 211 857    | Дейр-эз-Зор    |
| 8  | Эль-Хасака       | الحسكة      | 73 426     | 119 798    | 188 160    | Эль-Хасака     |
| 9  | Эль-Камышлы      | القامشلي    | 92 990     | 144 286    | 184 231    | Эль-Хасака     |
| 10 | Ярмук (Дамаск)   | اليرموك     | ...        | ...        | 137 248    | Риф Дамаск     |
| 11 | Ас-Сайида Зайнаб | السيدة زينب | ...        | ...        | 136 427    | Риф Дамаск     |
| 12 | Тартус           | طرطوس       | 52 589     | ...        | 115 769    | Тартус         |
| 13 | Джарамана        | جرمانا      | 64 305     | ...        | 114 363    | Риф Дамаск     |
| 14 | Дума             | دوما        | 51 337     | ...        | 110 893    | Риф Дамаск     |

### Этнический состав

Карта этно-религиозного состава населения Сирии на 1976 год.

Сирийские арабы (в том числе около 400 тысяч палестинских беженцев) составляют около 90 % населения страны.
Крупнейшее национальное меньшинство — курды  — составляет 9 % населения Сирии. Большинство курдов проживает на севере страны, многие по-прежнему пользуются курдским языком. Курдские общины есть также во всех крупных городах.
Третьей по численности этнической группой страны являются сирийские туркмены.
Черкесы, являющиеся потомками мухаджиров-переселенцев с Кавказа, которые занимаются преимущественно скотоводством и земледелием. До Войны Судного дня и разрушения города Эль-Кунейтра половина черкесов проживала в мухафазе Эль-Кунейтра; многие из них переехали в Дамаск .
В стране имеются также крупные общины армян и ассирийцев.

### Религия

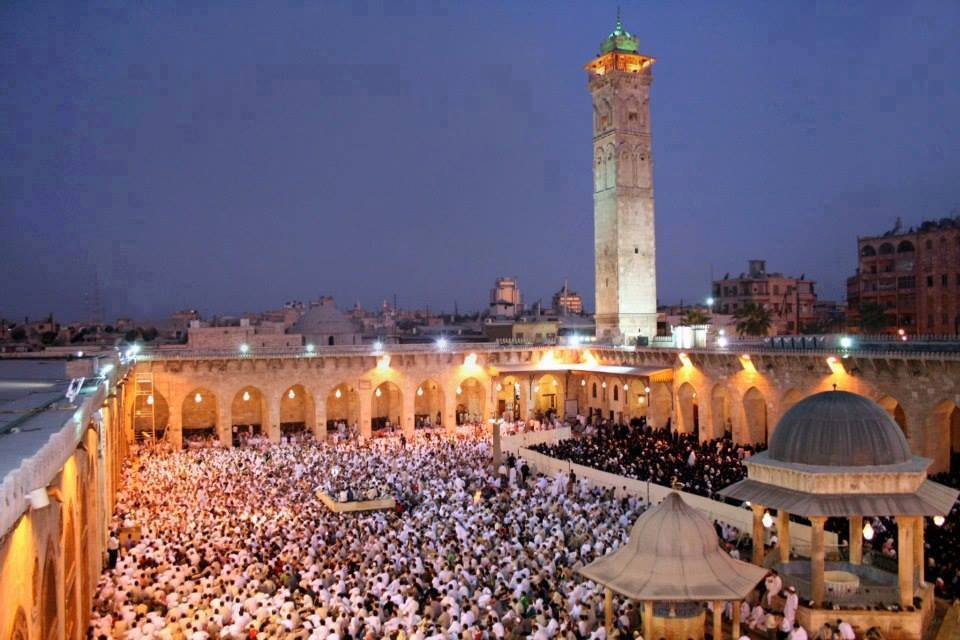
Поклонение в Великой мечети Алеппо

Крупнейшей по числу последователей религией в Сирии является ислам; в 2010 году мусульмане составляли 93 % населения страны. Большинство мусульман — сунниты (74 %), преимущественно ханафитского мазхаба. Значительное влияние в стране получило шиитское направление ислама (13 %), представленное алавитами, исмаилитами и двунадесятниками. Ещё около 3 % население Сирии составляют друзы, положение которых в религиозной классификации не однозначно.

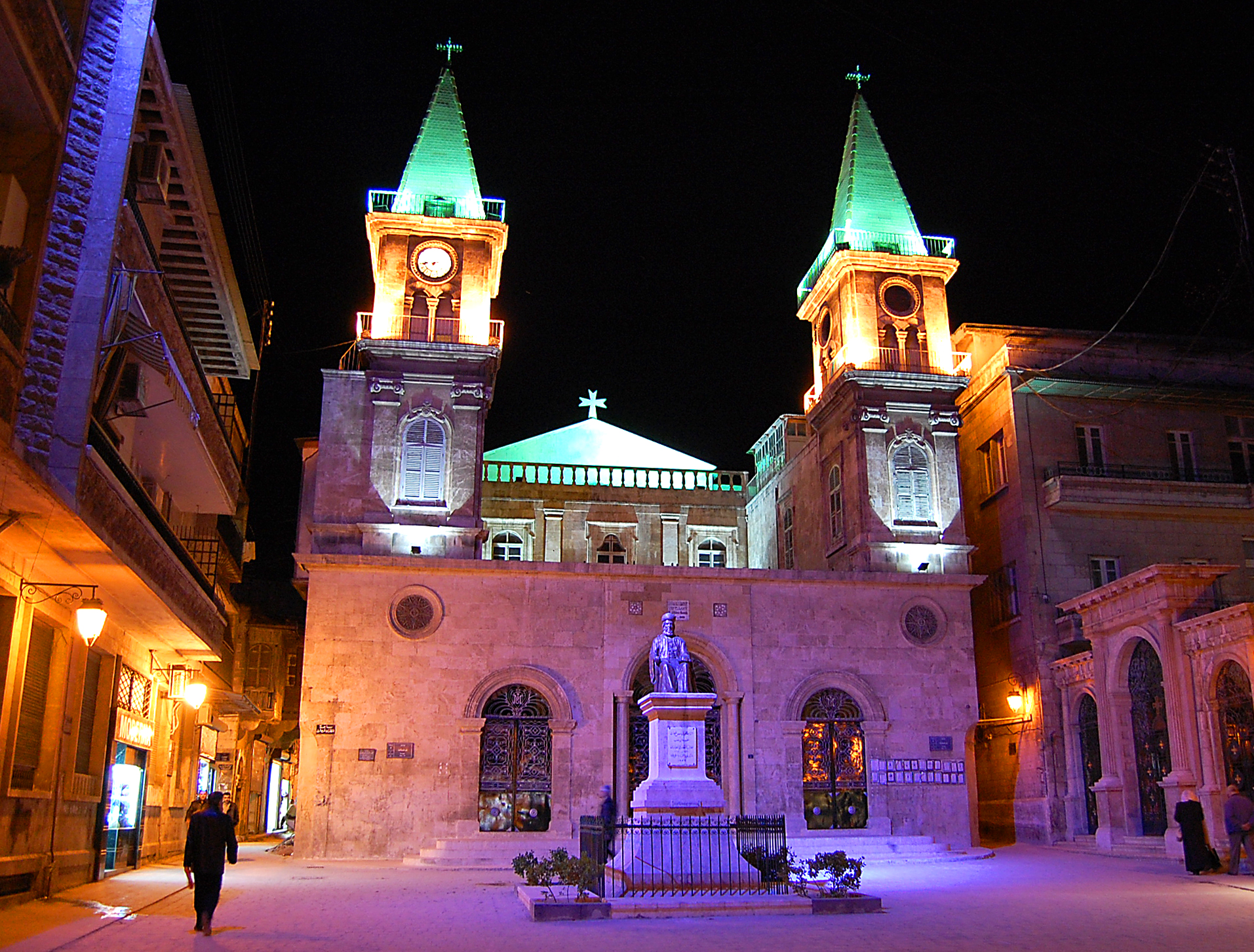
Маронитская церковь св. Илии в Алеппо

Доля христиан в 2010 году оценивалась в 5 % — 6 % населения. На протяжении всего XX века доля христиан в общем населении страны неуклонно снижалась — с 16 % в начале века, к 7,8 % в 2000 году. Это было связано как с более высоким естественным приростом у мусульман, так и существенной эмиграцией христиан в Северную и Южную Америку и более богатые страны Персидского залива. Численность католиков в 2010 году оценивалась в 430 тыс. человек. Большинство из них — верующие пяти восточнокатолических церквей (мелькиты, сиро-католики, марониты, армяно-католики и халдо-католики). Православные представлены Антиохийской православной церковью (260 тыс., 2010 год). Немало в стране и сторонников древних восточных церквей — Сирийской православной церкви (195 тыс.), Армянской апостольской церкви (150 тыс.) и Ассирийской церкви востока (70 тыс.). Примерно половина протестантов (40 тыс.) являются реформатами, остальные — верующие англиканских, перфекционистских, баптистских и пятидесятнических общин.
В 2011 году община езидов в Сирии насчитывала 80 тыс. человек. Помимо вышеперечисленных в стране имеется весьма малочисленные группы сторонников веры бахаи, зороастрийцы и иудеи.

### Языки
Государственный и наиболее распространённый язык — арабский. В северных регионах страны используется курдский язык.
В число распространённых языков входят также туркменский, адыгский (черкесский) и армянский.
В отдельных областях встречаются разнообразные диалекты арамейского.
Среди иностранных языков самые популярные — английский и французский.